# Roberto Peragallo Silva
Roberto Hortensio Peragallo Silva (Chañarcillo, 9 de mayo de 1872-Viña del Mar, 30 de enero de 1954) fue un político y abogado chileno. 

## Profesión
Sus estudios primarios los hizo en el Colegio San Agustín de Santiago. Luego pasó al Instituto Nacional de Santiago, incorporándose el 28 de marzo de 1881. En la Universidad de Chile y posteriormente en la Universidad Católica de Chile, cursó Leyes, jurando como abogado el 16 de noviembre de 1895.

## Periodismo y Docencia
Director del diario “La Unión” de Valparaíso y asesor técnico de la edición del mismo diario en Santiago (1889-1904). Fue colaborador de "El Diario Ilustrado". Se desempeñó como profesor de castellano en el Colegio San Agustín.
Profesor fundador del curso de Leyes de los Sagrados Corazones de Valparaíso en el ramo de Derecho Natural; profesor de Filosofía del Derecho, Introducción al Derecho y Derecho Penal en la Facultad de Derecho de la Universidad Católica de Chile (1906-1950).

## Labor Parlamentaria
Militante del Partido Conservador, fue elegido Diputado por Santiago en dos períodos consecutivos (1915-1921), siendo integrante de las comisiones permanentes de Instrucción y Asistencia Pública, de Culto, de Relaciones Exteriores y Colonización.
Entre algunos de sus proyectos está la remodelación de Santiago central, el mejoramiento de la construcción del Canal San Carlos (Cajón del Maipo), el mejoramiento de infraestructuras educacionales en la zona metropolitana, entre otras.

## Otras Actividades
Promotor Fiscal en lo Civil y de Hacienda de Santiago (1925). Fiscal de la Corte de Apelaciones de Santiago (1927). Ministro de la misma Corte (1928). Ministro de la Corte Suprema (1935), cargo en el que jubiló en 1949. Fue Presidente de la Corte Marcial.
Sus restos reposan en el Cementerio Católico de Santiago.

## Reconocimientos
Con su obra "Iglesia y Estado" obtuvo la condecoración papal Gran Cruz de la Orden de San Gregorio Magno, entregada por el Nuncio Apostólico el 22 de enero de 1926. 
El 3 de enero de 1929 lo eligieron Académico de la Lengua, a cuyo sillón N.º 11 se incorporó el 30 de septiembre y siendo reconocido por la Real Academia Española el 16 de enero de 1930.